# Blå Nil
 Ikke at forveksle med Blå Nil (stat).
Den Blå Nil er en flod, der løber fra Lake Tana i Etiopien. Den flyder omkring 1600 km, før den mødes med Den Hvide Nil ved Khartoum i Sudan og danner Nilen.
I 1770 nåede skotske opdagelsesrejsende James Bruce kilden til den Blå Nil.
Ifølge materiale, som er offentliggjort af det etiopiske centrale statistiske kontor, har den Blå Nil en samlet længde på 1.450 km (900 mi), hvoraf 800 km er inde i Etiopien. Den Blå Nil flyder normalt syd fra Lake Tana og derefter vest på tværs af Etiopien og nordvest ind i Sudan. Indenfor 30 kilometer af dens kilde ved Lake Tana, kommer ind i floden en kløft omkring 400 km lang. Denne slugt er en enorm hindring for rejse og kommunikation fra det nordlige halvdel af Etiopien til den sydlige halvdel. Styrken i den Blå Nil kan bedst ses på Tis Issat vandfaldet, som er 45 meter høje, som ligger cirka 40 km nedstrøms fra Lake Tana. Selv om der er flere vandløb, der løber ud i Lake Tana, anses en lille bæk i Gish Abbai i en højde af cirka 2.744 meter normalt for at være flodens udspring. Denne bæk, kendt som Lesser Abay, løber mod nord til Lake Tana. Andre tilløb til denne sø omfatter i urets retning fra Gorgora, Magech, den nordlige Gumara, Reb, den sydlige Gumara og Kilte. Lake Tana er udstrømning, derefter strømmer den omkring 30 kilometer før den kaste sig ud over Tis Issat vandfaldet. Derefter løber den tværs over det nordvestlige Etiopien gennem en række dybe dale og kløfter i Sudan, hvorefter den kun kendt som den Blå Nil. Der er mange bifloder til Abay mellem søen Tana og den sudanesiske grænse. Dem på flodens venstre bred omfatter Wanqa floden, Bashilo floden, Walaqa floden, Wanchet floden, Jamma floden, Muger floden, Guder floden, Agwel floden, Nedi floden, Didessa floden og Dabus floden. Dem på højre side omfatter Handassa, Tul, Abaya, Sade, Tammi, Cha, Shita, Suha, Muga, Gulla River, Temcha, Bachat, Katlan, Jiba, Chamoga, Weter og Beles. Derefter løber den forbi Roseires i Sudan, og møder Dinder på sin højre bred ved Dinder, for så at slutte sig til den Hvide Nil.